# Calabozos
Le Calabozos est un volcan du Chili qui se présente sous la forme d'une caldeira de 26 kilomètres de longueur pour 14 kilomètres de largeur. Elle contient quelques cônes volcaniques comme le Cerro Colorado avec 2 928 mètres d'altitude, le Descabezado Chico, du nom du Descabezado Grande, un autre volcan situé à l'ouest, avec 3 250 mètres d'altitude et le Cerro el Medio, le point culminant du volcan situé sur le rebord sud de la caldeira avec 3 508 mètres d'altitude,.
Ce volcan construit depuis la fin du Pléistocène est à l'origine de plusieurs déferlantes pyroclastiques dont les dépôts rhyodacitiques et dacitiques sont appelés « tuff de Loma Seca ». L'activité volcanique actuelle est représentée par des sources chaudes comme celles de Cajon los Calabozos ou de Baños de Llolli